# Torbogenschema
Als Torbogenschema bezeichnet man bei männlichen Rindern das Verhalten, auf Gegenstände aufzuspringen, die in etwa den Umriss eines Torbogens haben. Das wird damit erklärt, dass der Umriss von Kühen von hinten betrachtet eine gewisse Ähnlichkeit mit einem Torbogen aufweist.
Praktische Bedeutung erlangt das Phänomen in zwei Situationen:
1. auf der Weide: Werden Bullen auf der Weide gehalten, sollten Personen, die sich auf der Weide aufhalten, darauf achten, sich nicht vor einem Bullen zu bücken, da ansonsten der Bulle den Menschen als Paarungsobjekt ansehen könnte[1].
2. Bei der Gewinnung von Sperma in der Rinderzucht, das für die künstliche Besamung gebraucht wird, wird unter anderem ein Phantom eingesetzt. Das Phantom gleicht dem Torbogenschema.[2]